# Тилден (Илиноис)
Тилден (енгл. Tilden) град је у америчкој савезној држави Илиноис.

## Демографија
По попису из 2010. године број становника је 934, што је 12 (1,3%) становника више него 2000. године.
| Група             | 2000.       | 2010.       |
| Белци             | 900 (97,6%) | 921 (98,6%) |
| Афроамериканци    | 0 (0,0%)    | 0 (0,0%)    |
| Азијати           | 0 (0,0%)    | 0 (0,0%)    |
| Хиспаноамериканци | 14 (1,5%)   | 4 (0,4%)    |
| Укупно            | 922         | 934         |